# Beneuvre
Beneuvre este o comună în departamentul Côte-d'Or, Franța. În 2009 avea o populație de 90 de locuitori.

## Evoluția populației
| An        | 1975 | 1982 | 1990 | 1999 | 2006 | 2009 |
| --------- | ---- | ---- | ---- | ---- | ---- | ---- |
| Populație | 108  | 120  | 94   | 101  | 97   | 90   |